# Blizienko (jezioro)
 Blizienko – jezioro w gminie Nowinka, w powiecie augustowskim, w woj. podlaskim.
Jezioro położone jest na Równinie Augustowskiej. Ma kształt wydłużony z północnego zachodu na południowy wschód. Brzegi są regularne, jedynie w północnej części w jezioro wcina się półwysep. Wzdłuż południowego brzegu rośnie zwarty las (Puszcza Augustowska). Od zachodu Blizienko sąsiaduje z jeziorem Blizno, zaś od wschodu z jeziorem Kopanica. W przeszłości te 3 jeziora wraz z jeziorem Tobołowo stanowiły jedną rynnę polodowcową, która podzieliła się na mniejsze akweny w wyniku wypłycania i zarastania. W pobliżu jeziora Blizienko znajdują się wsie: Danowskie i Kopanica.

## Dane morfometryczne
Powierzchnia zwierciadła wody według różnych źródeł wynosi od 36,0 ha do 38,8 ha.
Zwierciadło wody położone jest na wysokości 131,0 m n.p.m. lub 133,3 m n.p.m. Średnia głębokość jeziora wynosi 6,3 m, natomiast głębokość maksymalna 16,8 m.
Na podstawie badań przeprowadzonych w 1991 roku wody jeziora zaliczono do II klasy czystości i II kategorii podatności na degradację.
Wzmianki w źródłach archiwalnych:
- "Ieziorko Blizienki blisko tegosz" (Regestr spisania jezior Jego Królewskiej Mości, 1569)[4]
- "Blizienko, małe jezioro, stanowiące niejako dalsze wschodnie przedłużenie jez. Blizno (ob.), między wsiami Dankowskie i Kopanica." (Słownik geograficzny Królestwa Polskiego, 1880)[5]